# Erongarícuaro
Erongarícuaro qui signifie « Lieu d'attente » en langue Purépecha, est une ville de l'état mexicain de Michoacán.